# Ḩeşār Jalāl
Ḩeşār Jalāl (persiska: حصار جلال) är en ort i Iran.   Den ligger i provinsen Khorasan, i den nordöstra delen av landet, 700 km öster om huvudstaden Teheran. Ḩeşār Jalāl ligger 1 563 meter över havet och antalet invånare är 208.
Terrängen runt Ḩeşār Jalāl är huvudsakligen platt, men österut är den kuperad.Runt Ḩeşār Jalāl är det ganska glesbefolkat, med 25 invånare per kvadratkilometer. Närmaste större samhälle är Sarhang, 12,2 km sydost om Ḩeşār Jalāl. Trakten runt Ḩeşār Jalāl består i huvudsak av gräsmarker.